# Stephen Endelman
Stephen Daniel Endelman, né le 18 août 1962, est un compositeur britannique de musiques de films.

## Filmographie
- 1993 : Household Saints
- 1994 : Avenue X
- 1994 : Postcards from America
- 1994 : Imaginary Crimes
- 1995 : L'Anglais qui gravit une colline mais descendit une montagne (The Englishman Who Went Up a Hill But Came Down a Mountain)
- 1995 : La Mort pour vivre (The Desperate Trail) (vidéo)
- 1995 : Jeffrey
- 1995 : Reckless
- 1995 : The Journey of August King
- 1995 : Tom et Huck (Tom and Huck)
- 1996 : Ed
- 1996 : Flirter avec les embrouilles (Flirting with Disaster)
- 1996 : Cosi
- 1997 : Meurtre à Tulsa (Keys to Tulsa)
- 1997 : Kicked in the Head
- 1997 : City of Crime (City of Industry)
- 1998 : La Proposition (The Proposition)
- 1998 : La Famille trahie (Witness to the Mob) (TV)
- 1998 : Road to Graceland (Finding Graceland)
- 1999 : Jawbreaker
- 1999 : Les Fugueurs (Earthly Possessions) (TV)
- 2000 : Rock the Boat (TV)
- 2000 : Blue Moon
- 2000 : Two Family House (en)
- 2000 : Destination Cosmos (Passport to the Universe) (Planetariums)
- 2001 : Alma, la fiancée du vent (Bride of the Wind)
- 2002 : Autour de Lucy (I'm with Lucy)
- 2002 : Evelyn
- 2003 : Pancho Villa dans son propre rôle (And Starring Pancho Villa as Himself) (TV)
- 2004 : The Blue Butterfly
- 2004 : De-Lovely
- 2005 : Special Thanks to Roy London
- 2005 : L'École des champions (Knights of the South Bronx) (TV)
- 2006 : Zéro Complexe (Phat Girlz)
- 2006 : Ô Jérusalem
- 2006 : Les Soldats du désert (Home of the Brave)
- 2009 : Street Fighter: The Legend of Chun-Li
- 2010 : 20 ans d'injustice (The Wronged Man) (TV)
- 2014 : Rob the Mob de Raymond De Felitta (en)